# 曲阜师范学院旧址
曲阜师范学院旧址，位于山东省曲阜市鲁城街道静轩西路57号曲阜师范大学内，包括于二十世纪五六十年代，曲阜师范学院时期建造的文史楼、图书办公楼、西联教室、生化楼4座建筑。2012年11月27日公布为第四批济宁市文物保护单位，2013年10月10日公布为第四批山东省文物保护单位。